# Legislature degli Stati Uniti d'America
Le legislature degli Stati Uniti d'America sono le 50 legislature degli altrettanti stati federati degli Stati Uniti stessi, oltre a quelle di alcuni territori statunitensi.

Legislature degli Stati federati e dei territori degli Stati Uniti in base al partito di maggioranza.

Con l'eccezione del Nebraska, che è monocamerale, tutte le altre 49 legislature sono bicamerali, con una camera bassa ed una alta. Esse vengono definite in inglese per al maggior parte State legislatures (mentre altre si chiamano General Assembly) e sono quasi interamente disciplinate nel loro funzionamento dalle costituzioni dei singoli stati stessi. Tutti i sistemi di governo degli stati federati sono caratterizzati da un sistema tripartito (le due camere e il governatore) sotto un sistema presidenziale federale.
Le elezioni delle legislature statali sono delle elezioni degli Stati Uniti che si svolgono ogni due anni, principalmente negli anni pari.
Il record del numero di parlamentari attualmente spetta alla Camera dei rappresentanti del New Hampshire, in quanto camera bassa con ben 400 rappresentanti (quasi 1 ogni appena 3.000 abitanti), e al Senato del Minnesota, in quanto camera alta con 67 senatori.

## Lista
| Stato                | Governatore                           | Nome                 | Camera bassa                                      | Camera bassa            | Camera bassa             | Camera bassa            | Camera alta                        | Camera alta | Camera alta                  | Camera alta   |
| Stato                | Governatore                           | Nome                 | Nome                                              | Seggi                   | Maggioranza              | Durata (anni)           | Nome                               | Seggi       | Maggioranza                  | Durata (anni) |
| -------------------- | ------------------------------------- | -------------------- | ------------------------------------------------- | ----------------------- | ------------------------ | ----------------------- | ---------------------------------- | ----------- | ---------------------------- | ------------- |
| Alabama              | Repubblicano (Kay Ivey)               | Legislature          | Camera dei rappresentanti dell'Alabama            | 105                     | R 76-29                  | 4                       | Senato dell'Alabama                | 35          | R 27-8                       | 4             |
| Alaska               | Repubblicano (Mike Dunleavy)          | Legislature          | Camera dei rappresentanti dell'Alaska             | 40                      | Caucus (R) 21-19, neutro | 2                       | Senato dell'Alaska                 | 20          | Coalizione 14-0, 6 Rep. ind. | 4             |
| Arizona              | Democratico (Katie Hobbs)             | State Legislature    | Camera dei rappresentanti dell'Arizona            | 60                      | R 33-27                  | 2                       | Senato dell'Arizona                | 30          | R 17-13                      | 2             |
| Arkansas             | Repubblicano (Sarah Huckabee Sanders) | General Assembly     | Camera dei rappresentanti dell'Arkansas           | 100                     | R 81-19                  | 2                       | Senato dell'Arkansas               | 35          | R 29-6                       | 4             |
| California           | Democratico (Gavin Newsom)            | State Legislature    | Assemblea dello Stato della California            | 80                      | D 60-20                  | 2                       | Senato della California            | 40          | D 30-10                      | 4             |
| Carolina del Nord    | Democratico (Josh Stein)              | General Assembly     | Camera dei rappresentanti della Carolina del Nord | 65                      | R 71-49                  | 2                       | Senato della Carolina del Nord     | 50          | R 30-20                      | 2             |
| Carolina del Sud     | Repubblicano (Henry McMaster)         | General Assembly     | Camera dei rappresentanti della Carolina del Sud  | 124                     | R 88-36                  | 2                       | Senato della Carolina del Sud      | 46          | R 34-12                      | 4             |
| Colorado             | Democratico (Jared Polis)             | General Assembly     | Camera dei rappresentanti del Colorado            | 65                      | D 43-22                  | 2                       | Senato del Colorado                | 35          | D 23-12                      | 4             |
| Connecticut          | Democratico (Ned Lamont)              | General Assembly     | Camera dei rappresentanti del Connecticut         | 151                     | D 102-49                 | 2                       | Senato del Connecticut             | 36          | D 25-11                      | 2             |
| Dakota del Nord      | Repubblicano (Kelly Armstrong)        | Legislative Assembly | Camera dei rappresentanti del Dakota del Nord     | 94                      | R 83-11                  | 4                       | Senato del Dakota del Nord         | 47          | R 42-5                       | 4             |
| Dakota del Sud       | Repubblicano (Larry Rhoden)           | Legislature          | Camera dei rappresentanti del Dakota del Sud      | 70                      | R 64-6                   | 2                       | Senato del Dakota del Sud          | 35          | R 32-3                       | 2             |
| Delaware             | Democratico (Matt Meyer)              | General Assembly     | Camera dei rappresentanti del Delaware            | 41                      | D 27-14                  | 2                       | Senato del Delaware                | 21          | D 15-6                       | 4             |
| Florida              | Repubblicano (Ron DeSantis)           | Legislature          | Camera dei rappresentanti della Florida           | 120                     | R 87-33                  | 2                       | Senato della Florida               | 40          | R 28-11, 1 Ind               | 4             |
| Georgia              | Repubblicano (Brian Kemp)             | General Assembly     | Camera dei rappresentanti della Georgia           | 180                     | R 100-80                 | 2                       | Senato della Georgia               | 56          | R 33-23                      | 2             |
| Hawaii               | Democratico (Josh Green)              | Legislature          | Camera dei rappresentanti delle Hawaii            | 51                      | D 42-9                   | 2                       | Senato delle Hawaii                | 25          | D 22-3                       | 4             |
| Idaho                | Repubblicano (Brad Little)            | Legislature          | Camera dei rappresentanti dell'Idaho              | 70                      | R 61-9                   | 2                       | Senato dell'Idaho                  | 35          | R 29-6                       | 2             |
| Illinois             | Democratico (J. B. Pritzker)          | General Assembly     | Camera dei rappresentanti dell'Illinois           | 118                     | D 78-40                  | 2                       | Senato dell'Illinois               | 59          | D 40-19                      | 2 / 4         |
| Indiana              | Repubblicano (Mike Braun)             | General Assembly     | Camera dei rappresentanti dell'Indiana            | 100                     | R 70-30                  | 2                       | Senato dell'Indiana                | 50          | R 40-10                      | 4             |
| Iowa                 | Repubblicano (Kim Reynolds)           | General Assembly     | Camera dei rappresentanti dell'Iowa               | 100                     | R 67-33                  | 2                       | Senato dell'Iowa                   | 50          | R 34-16                      | 4             |
| Kansas               | Democratico (Laura Kelly)             | Legislature          | Camera dei rappresentanti del Kansas              | 125                     | R 88-37                  | 2                       | Senato del Kansas                  | 40          | R 31-9                       | 4             |
| Kentucky             | Democratico (Andy Beshear)            | General Assembly     | Camera dei rappresentanti del Kentucky            | 100                     | R 80-20                  | 2                       | Senato del Kentucky                | 38          | R 32-6                       | 4             |
| Louisiana            | Repubblicano (Jeff Landry)            | Legislature          | Camera dei rappresentanti della Louisiana         | 105                     | R 73-32                  | 4                       | Senato della Louisiana             | 39          | R 28-11                      | 4             |
| Maine                | Democratico (Janet Mills)             | Legislature          | Camera dei rappresentanti del Maine               | 151                     | D 76-73, 2 ind.          | 2                       | Senato del Maine                   | 35          | D 20-15                      | 2             |
| Maryland             | Democratico (Wes Moore)               | General Assembly     | Camera dei delegati del Maryland                  | 141                     | D 102-39                 | 4                       | Senato del Maryland                | 47          | D 34-13                      | 4             |
| Massachusetts        | Democratico (Maura Healey)            | General Court        | Camera dei rappresentanti del Massachusetts       | 160                     | D 134-25, 1 ind.         | 2                       | Senato del Massachusetts           | 40          | D 35-5                       | 2             |
| Michigan             | Democratico (Gretchen Whitmer)        | Legislature          | Camera dei rappresentanti del Michigan            | 110                     | R 58-52                  | 2                       | Senato del Michigan                | 38          | D 20-18                      | 4             |
| Minnesota            | Democratico (Tim Walz)                | Legislature          | Camera dei rappresentanti del Minnesota           | 134                     | D 67-67                  | 2                       | Senato del Minnesota               | 67          | D 34-33                      | 2 / 4 / 4     |
| Mississippi          | Repubblicano (Tate Reeves)            | Legislature          | Camera dei rappresentanti del Mississippi         | 122                     | R 79-41, 2 ind.          | 4                       | Senato del Mississippi             | 52          | R 36-16                      | 4             |
| Missouri             | Repubblicano (Mike Kehoe)             | General Assembly     | Camera dei rappresentanti del Missouri            | 163                     | R 111-52                 | 2                       | Senato del Missouri                | 34          | R 24-10                      | 4             |
| Montana              | Repubblicano (Greg Gianforte)         | Legislature          | Camera dei rappresentanti del Montana             | 100                     | R 58-42                  | 2                       | Senato del Montana                 | 50          | R 32-18                      | 4             |
| Nebraska             | Repubblicano (Jim Pillen)             | Legislature          | Legislatura unicamerale                           | Legislatura unicamerale | Legislatura unicamerale  | Legislatura unicamerale | Assemblea Legislativa del Nebraska | 49          | R 33-15, 1 ind.              | 4             |
| Nevada               | Repubblicano (Joe Lombardo)           | Legislature          | Assemblea del Nevada                              | 42                      | D 27-15                  | 2                       | Senato del Nevada                  | 21          | D 13-8                       | 4             |
| New Hampshire        | Repubblicano (Kelly Ayotte)           | General Court        | Camera dei rappresentanti del New Hampshire       | 400                     | R 220-178, 2 ind.        | 2                       | Senato del New Hampshire           | 24          | R 16-8                       | 2             |
| New Jersey           | Democratico (Phil Murphy)             | Legislature          | Assemblea generale del New Jersey                 | 80                      | D 52-28                  | 2                       | Senato del New Jersey              | 40          | D 25-15                      | 2 / 4 / 4     |
| New York             | Democratico (Kathy Hochul)            | State Legislature    | Assemblea dello Stato di New York                 | 150                     | D 103-47                 | 2                       | Senato dello Stato di New York     | 63          | D 41-22                      | 2             |
| Nuovo Messico        | Democratico (Michelle Lujan Grisham)  | State Legislature    | Camera dei rappresentanti del Nuovo Messico       | 70                      | D 44-26                  | 2                       | Senato del Nuovo Messico           | 42          | D 26-16                      | 4             |
| Ohio                 | Repubblicano (Mike DeWine)            | General Assembly     | Camera dei rappresentanti dell'Ohio               | 99                      | R 65-34                  | 2                       | Senato dell'Ohio                   | 33          | R 24-9                       | 4             |
| Oklahoma             | Repubblicano (Kevin Stitt)            | Legislature          | Camera dei rappresentanti dell'Oklahoma           | 101                     | R 81-20                  | 2                       | Senato dell'Oklahoma               | 48          | R 40-8                       | 4             |
| Oregon               | Democratico (Tina Kotek)              | Legislative Assembly | Camera dei rappresentanti dell'Oregon             | 60                      | D 36-24                  | 2                       | Senato dell'Oregon                 | 30          | D 18-12                      | 4             |
| Pennsylvania         | Democratico (Josh Shapiro)            | General Assembly     | Camera dei rappresentanti della Pennsylvania      | 203                     | D 102-101                | 2                       | Senato della Pennsylvania          | 50          | R 27-23                      | 4             |
| Rhode Island         | Democratico (Daniel McKee)            | General Assembly     | Camera dei rappresentanti del Rhode Island        | 75                      | D 64-10, 1 ind.          | 2                       | Senato del Rhode Island            | 38          | D 34-4                       | 2             |
| Tennessee            | Repubblicano (Bill Lee)               | General Assembly     | Camera dei rappresentanti del Tennessee           | 99                      | R 75-24                  | 2                       | Senato del Tennessee               | 33          | R 27-6                       | 4             |
| Texas                | Repubblicano (Greg Abbott)            | Legislature          | Camera dei rappresentanti del Texas               | 150                     | R 88-62                  | 2                       | Senato del Texas                   | 31          | R 20-11                      | 4             |
| Utah                 | Repubblicano (Spencer Cox)            | State Legislature    | Camera dei rappresentanti dello Utah              | 75                      | R 61-14                  | 2                       | Senato dello Utah                  | 29          | R 22-6, 1 F                  | 4             |
| Vermont              | Repubblicano (Phil Scott)             | General Assembly     | Camera dei rappresentanti del Vermont             | 150                     | Caucus (D) 94-56         | 2                       | Senato del Vermont                 | 30          | Caucus (D) 17-13             | 2             |
| Virginia             | Repubblicano (Glenn Youngkin)         | General Assembly     | Camera dei delegati della Virginia                | 100                     | R 51-49                  | 2                       | Senato della Virginia              | 40          | D 21-19                      | 4             |
| Virginia Occidentale | Repubblicano (Patrick Morrisey)       | Legislature          | Camera dei delegati della Virginia Occidentale    | 100                     | R 91-9                   | 2                       | Senato della Virginia Occidentale  | 34          | R 32-2                       | 4             |
| Washington           | Democratico (Bob Ferguson)            | State Legislature    | Camera dei rappresentanti di Washington           | 98                      | D 59-49                  | 2                       | Senato di Washington               | 49          | D 30-19                      | 4             |
| Wisconsin            | Democratico (Tony Evers)              | State Legislature    | Assemblea dello Stato del Wisconsin               | 99                      | R 54-45                  | 2                       | Senato del Wisconsin               | 33          | R 18-15                      | 4             |
| Wyoming              | Repubblicano (Mark Gordon)            | Legislature          | Camera dei rappresentanti del Wyoming             | 62                      | R 56-6                   | 2                       | Senato del Wyoming                 | 31          | R 29-2                       | 4             |

### Statistiche
| Partito di maggioranza nelle legislature:                  | Numero: |
| ---------------------------------------------------------- | ------- |
| Partito Repubblicano                                       | 28      |
| Partito Democratico                                        | 18      |
| Legislature divise (camere controllate da partiti diversi) | 4       |
| TOTALE                                                     | 50      |

| Maggioranze dei governi statali         | Numero: |
| --------------------------------------- | ------- |
| Tripletta (o trifecta) repubblicana (R) | 23      |
| Tripletta democratica (D)               | 15      |
| Governatore D - Legislatura R           | 5       |
| Governatore R - Legislatura D           | 3       |
| Governatore D - Legislatura divisa      | 3       |
| Governatore R - Legislatura divisa      | 1       |
| TOTALE                                  | 50      |

| Primati                           | |
| --------------------------------- | --- |
| Legislatura con più parlamentari  | Legislatura del New Hampshire (400 rappresentanti + 24 senatori)                                                            |
| Legislatura con meno parlamentari | Legislatura del Nebraska (unicamerale; 49 senatori) e Legislatura dell'Alaska (bicamerale; 40 rappresentanti + 20 senatori) |

Dati aggiornati alle ultime elezioni del 2024

## Criteri della lista
- Vengono elencate le legislature dei 50 stati federati degli Stati Uniti d'America;
- La lista è ordinata di default per ordine alfabetico dell'iniziale del nome (in italiano) dello stato federato, ma è ordinabile manualmente secondo altri criteri;

### Legenda
Repubblicano
     Democratico